# 桜嵐恋絵巻
『桜嵐恋絵巻』（おうらんこいえまき）は、深山くのえによる日本のライトノベル。表紙およびイラストは藤間麗が担当している。ルルル文庫（小学館）より2008年8月から2011年5月まで刊行された。

## あらすじ
中納言家の大君、藤原詞子は、幼い頃に父が捨てた女人から呪いの言葉を吐かれ、呪い持ちの娘として「鬼姫」と蔑まれてきた。そしてある雷雨の夜に起きた事件で鬼を呼んだといわれを付けられ、屋敷からも追い出され白河の別邸へと移り住むことになる。
左大臣家の嫡子源雅遠はある日遠乗りでやってきた白河で、猫に誘われて近くにあった屋敷へと入ってしまう。そこにあった見事な桜に目を奪われていると、そばに誰かがいることに気がつく。振り返ると、そこには美しい女人の姿があった。

## 登場人物
藤原詞子（ふじわらのことこ）/桜姫（さくらひめ）/白河（しらかわ）
本編のヒロイン。右大臣派二条中納言家（二条黄門）の大君。清廉で心が優しい可憐な姫。母親は親王の娘（女王）だが、幼い頃に呪いを受け世間からは「鬼姫」と呼ばれている（後に誤解だと判明）。雅遠からは「今まで見た女人の中で一番可愛い」と言われ、登花殿の女御からは「あなたほどの美人をほうっておくなんてもったいない」と評されるほどの美人。縫い物や染め物が上手く、その腕は衣を見た貴族の誰からも絶賛される。幼い頃に呪いを受け、親からも遠ざけられてきたため、常に諦めの境地で物事を見続けてきた。鬼を呼び込んだと理不尽ないわれをつけられ二条の屋敷を追い出されるが、移り住んだ白河の別邸で雅遠と出逢う。初めは物怖じせず人の話を聞かず呪いを信じようとしない、厚かましい態度の雅遠に呆れていたが、接するうちに雅遠の優しさに触れ急速に惹かれていく。人を災禍に巻き込むことを何よりも恐れており、雅遠が自分のせいで災いを受けたのではないかと狂乱したこともあった。やがて自分のために生きようとしてくれる雅遠の想いに耐え切れず、自らの胸の内を明かし想いを受け入れ、二条中納言家の縁を断って結婚する。明るい性格を取り戻すにつれて少々お茶目な面も見せはじめ、よく雅遠をからかって楽しんでいる。結婚してしばらくして雅遠との関係が露見すると、双方の親に反対され一時は関係が断たれ、それどころか国友によって伊勢の斎王の身代わりとして誘拐・監禁されていた。それでも雅遠の尽力によって救い出され、中御門の屋敷へと居を移し、ようやく平穏な日々を送れることとなった。その後雅遠の計らいで雅兼と顔を合わせ、政情と雅遠の頑固さに折れた、そして詞子の器量を気に入った雅兼によって嫁として認められる。そして偶然車を貸したことで関わりを持った女五の宮にも紆余曲折の末認められ、さらに呪いのことが誤解と判明したことで、名実ともに雅遠の妻として世間に知られるようになった。後日談では雅遠との間に一人の娘と二人の息子をもうけている。
源雅遠（みなもとのまさとお）
本編のもう一人の主人公。四条左大臣家の嫡子。母は先々代の帝の女五の宮（皇女）。非蔵人→五位蔵人兼左近少将→蔵人頭兼左近中将（後日談では三十を過ぎた時点で大納言にまで出世している）。対立する右大臣派は鬼蔵人、鬼亜将、鬼の少将と蔑称で呼ぶ。まっすぐで裏がなく、人から好かれる優しい性格。顔立ちは凛々しく、詞子が「一度見ただけで強く記憶に縫いとめられた」と評す、なかなかの美男子。しかし一方名前の通り、貴族の雅さからはほど遠く、歌が詠めず、乗馬や蹴鞠、弓などをしているほうが好きという変わり者（しかし風流がわからないというわけではなく、花を好み楽器の音を聞き分けることもできる）。それぞれがかなりの腕前で、とくに弓は夜闇の中でも離れた場所にいる盗賊を、怪我を負った状態で射止めるほど。歌の苦手さは筋金入りで、詞子と逢う前に出した恋歌もほとんどが代作。一度敦時に代作を頼み、それを4、5人に使い回していたこともある。絵も上手く、詞子に贈った恋詩にも書いたことがある。笛は現在詞子に習っている最中だが、少なくとも母宮が見直すほどには上達している。恋には疎く、そもそも敦時に教えられるまで、恋というものを歌を交わすだけのものと勘違いしていた。無位無官で自堕落な生活を送り、恋心も知らないまま手当り次第に受領の娘の元へ通っては相手にされず追い返される、という暮らしを送っていたが、何となく遠乗りでやってきた白河で桜に誘われ詞子と出逢い、自覚のない一目惚れをする。その後強引ともいえる来訪を重ね、白河の屋敷に入り浸るようになる。しかし詞子との関係を保名に知られたことを契機に自分の甘さを痛感し、苦悩の末に詞子を守るため「親や家の力に頼らず、自分の力で出世する」ことを決意し、登花殿の女御を救ったことにより帝から従五位下の位を賜る。出来が悪いと常々噂されていたが、爽信によると「出来が悪いはずがない」とのことで、頭の回転は速く推理力や洞察力も高い。仕事ができるともっぱらの評判で、仕事仲間も間違えたところを見たことがない（実際悪評は利雅の母が流させただけで、利雅は後に「少なくとも勉強はきっと兄の方が勝っていた」と語っている）。詞子を周りが呆れ返るほど溺愛しており、人目をはばからずよく抱きつき口付けをしたりする。その反面、詞子が誰かから恋歌をもらうところを想像しただけで腹が立ったり、詞子が美形に興味のあるような言葉（本人にその気はなかったが）を言っただけで剣呑な目つきになるなど、かなり嫉妬深い。
葛葉（くずのは）
詞子の女房。思ったことはなんでも口にするたちで、雅遠からは怖がられている。後に保名と結婚する。
淡路（あわじ）
詞子の女房。詞子の乳母をしていた宮木の娘。父が淡路国の国司をしていたことから名がついた。のんびりしているが、詞子をいつも思いやる。信常と結婚し子を身籠る。
阿倍保名（あべのやすな）
雅遠の乳兄弟。大膳小進。いつも雅遠のためを思って行動する。葛葉に懸想していたが後に結婚。
坂川信材（さかがわののぶき）/爽信（そうしん）/坂川信常（さかがわののぶつね）
白河に住む僧・爽楽（そうらく）に世話になっている僧。元々は雅楽寮の使部で、艶子に懸想しさらおうとして詞子に阻止された。後に罪を悔い、雅遠の前で髪を切って出家し、以後雅遠や白河邸の人々と親しくなる。後に信常と名を変えて還俗し、雅遠の家の家人として働くことになり、淡路と結婚する。補足すると、全ての巻に登場している人物の中で唯一人物紹介ページに載ったことがない。
兵部卿宮敦時（ひょうぶきょうのみや　あつとき）
帝の血筋を引く貴公子。先々代の帝の九の宮（皇子）。雅遠の母とは異母姉弟である。雅遠を見守る友。恋と歌詠みの達人。京一番の美男子と名高く、常に多くの姫君と恋仲になっている。保名曰く「歌を詠むのは爪を切るよりも簡単」というほどの腕で、雅遠もよく代作を頼んでいた。

### その他の登場人物
朱華（はねず）
元盗賊で盗賊の頭の養女だったが、あることがきっかけで雅遠の家の家人となる。実は雅兼の恩人の光遠の娘。
早苗（さなえ）
30歳前後の雅遠の女房。元々は詞子の母親の潔姫に仕えていた。
安芸（あき）
30歳前後の女房。詞子の母、潔姫が生きていた時に二条中納言に仕えていた女房。現在は詞子の女房で茅野という推定10歳の娘がいる。
志摩（しま）
30歳前後の女房。詞子の母、潔姫が生きていた時に二条中納言に仕えていた女房。現在は詞子の女房で初花という推定10歳の娘がいる。
三枝（ささくさ）
30歳前後の女房。詞子の母、潔姫が生きていた時に二条中納言に仕えていた女房。現在は詞子の女房。
青柳（あおやぎ）
30歳前後の女房。詞子の母、潔姫が生きていた時に二条中納言に仕えていた女房。現在は詞子の女房。
茅野（かやの）
詞子の女童。推定10歳。母は、安芸。
初花（はつはな）
詞子の女童。推定10歳。母は、志摩。
橘実春（たちばなのさねはる）
父が左大臣派の貴族で雅遠の友人。左近少将。雅遠の妹である奏子を子猫の姫と呼び懸想している。
源奏子（みなもとのかなこ）/子猫の姫（こねこのひめ）
雅遠の妹。父に女御か東宮妃にと大切に育てられていた。実春への想いを抑えて東宮妃になる覚悟を決めていたが、実春から懸想文を受け取りふせりがちになる。車を貸してくれた一件で詞子を気に入り、詞子も戸惑うほど率直に「お義姉さま」と呼ぶ。
麗景殿（れいけいでん）
雅遠の姉。麗景殿の女御。現帝の女二の宮の母。さっぱりした性格の美人で、雅遠と同じくやや無茶をする。
源利雅（みなもとのとしまさ）
雅遠の異母弟。母は受領の娘。五位蔵人→五位蔵人兼左近少将（後日談では中納言にまで出世）。従五位下→従五位上。出世して左大臣家を継ぐためだけに生きていた。常々母や父から雅遠の出来の悪さを聞かされていたため、いつの間にか兄を蔑むようになっていたが、本当は雅遠の出来がむしろ自分よりもいいということを知り、何かにつけて雅遠の上に立つようにむきになっていた。しかし兄の跡継ぎへの執着のなさに虚しさが立ち、自分への嫌悪感を抱くようになる。そして兄の有能さと、艶子に懸想をした時に思い知った兄の人柄の大きさに、敵わないと悟る。後に艶子と結婚。
源雅兼（みなもとのまさかね）
雅遠の父。四条左大臣。政治的手腕は雅遠も認めているが、とことん見栄っ張りで、則勝とは犬猿の仲（本当は女五の宮に惹かれていたが、対抗心で則勝が求婚していた女四の宮に求婚するほど）。
女五の宮（おんなごのみや）
雅遠の母親。
藤原艶子（ふじわらのつやこ）/韓藍（からあい）
二条中納言家の中の君。詞子の異母妹で、詞子に呪いをかけた韓藍の女の娘。韓藍の女の呪いを避けるため、今は詞子と立場を入れ替え、前の中務卿宮（なかつかさきょうのみや）の孫娘として扱われている。実母のことを覚えていなかったが、女房たちの噂話から自分の出自を疑い、詞子を問い詰め真実を聞き出したのち、自分を詞子と比べ、劣等感にさいなまれるようになる。しかしそれ以降詞子に対する態度も変わり、雅遠が鬼に扮して詞子との結婚を了承させた時、血相を変えて詞子に逃げるように言うなど詞子を本気で心配する様子も見られるようになった。登華殿の女御と知り合ったことをきっかけに女房になることを思い立ち、雅遠の紹介で登華殿の女房勤めをすることになる。
藤原国友（ふじわらのくにとも）
詞子や艶子たちの父親。二条中納言。かなりの女好きで身分が低い女まで多くの女に手を出したため、詞子の祖父である前の中務卿宮に詞子の母の潔姫を嫁に出すのではなかったと言われ、しぶしぶ女たちの手を切ったが、その結果、娘の詞子に韓藍の女に呪いの言葉をかけられた。潔姫と前の中務卿宮が亡くなった後に、前の中務卿宮のもう一人の娘と結婚した。則勝と仲がいいと思われているが、実際は自分より上の立場にいることを妬んでいる。性格は詞子と正反対で全てにおいて自分中心。詞子の呪いをはじめとしたほとんどの災難が自業自得だが、その全てを詞子や他人のせいと思っている（韓藍の女の件でさえ自分のせいだとは思っていない）。自分に対する認識は雅遠と正反対で、自分のことを知恵者だと思い込んでいる。斎王をめぐる一件で出世を目論むが雅遠に企みを看破され、帝を侮ったとして完全に失脚した。
ちなみに作者の周りで登場人物への認識が変動する中で、唯一徹底して評判が最悪な人物（作者も当然と語っている）。
潔姫（きよひめ）
前の中務卿宮の大君。詞子の母で、詞子が幼い時に亡くなった。詞子は潔姫の生き写しとのことで、かつて都中の若者がこぞって求婚したという美女だったらしい。
藤原善勝（ふじわらのよしかつ）
右大臣家の嫡子。頭中将（蔵人頭兼右近中将）→右兵衛督。母は国友の姉。妻は前の帝の娘の女一の宮。
藤原則勝（ふじわらののりかつ）
右大臣。国友同様に好色で、数々の女に手を出していた。国友と違い相応の分別は持っているようで、自分に斬りかかった英凱を無罪放免とした。
登花殿（とうかでん）/澄子（すみこ）
登花殿の女御。前の右大臣の娘。現帝に寵愛されている。第一子の皇子を産んだ。
英凱（えいがい）/真朱丸（まそほまる）
有髪の美僧。素性不明の僧だったが、実は則勝が捨てた女の子供。占いはでたらめではなく、よく当たる。
滋野惟元（しげののこれもと）
六位蔵人。
大江夏景（おおえのなつかげ）
六位蔵人。
紀真浄（きのまきよ）
六位蔵人。
坂上継長（さかのうえのつぐなが）
右衛門大尉兼検非違使大尉→左衛門大尉兼検非違使大尉。
錦光遠（にしきのみつとお）
占いを得意としている。陸奥守→雅遠家の家司。雅兼や国友への占いで、雅遠や詞子の運命を決定づけた張本人。雅遠の名前はこの人物から一字取られている。

## 既刊一覧
- 深山くのえ（著） / 藤間麗（イラスト）、小学館〈ルルル文庫〉、全10巻
  1. 『桜嵐恋絵巻』2008年8月1日発売[1]、ISBN 978-4-09-452076-7
  2. 『桜嵐恋絵巻 〜雨ひそか〜』2008年11月28日発売[2]、ISBN 978-4-09-452089-7
  3. 『桜嵐恋絵巻 〜火の行方〜』2009年7月1日発売[3]、ISBN 978-4-09-452118-4
  4. 『桜嵐恋絵巻 〜半分の秘めごと〜』2009年10月1日発売[4]、ISBN 978-4-09-452130-6
  5. 『桜嵐恋絵巻 〜ひととせめぐり〜』2009年12月1日発売[5]、ISBN 978-4-09-452137-5
  6. 『桜嵐恋絵巻 〜遠雷〜』2010年4月24日発売[6]、ISBN 978-4-09-452154-2
  7. 『桜嵐恋絵巻 〜暁の声〜』2010年7月24日発売[7]、ISBN 978-4-09-452165-8
  8. 『桜嵐恋絵巻 〜水底の願い〜』2010年11月26日発売[8]、ISBN 978-4-09-452177-1
  9. 『桜嵐恋絵巻 〜はるかな日々へ〜』2011年2月25日発売[9]、ISBN 978-4-09-452186-3
  10. 『桜嵐恋絵巻 〜夢咲くころ〜』2011年5月26日発売[10]、ISBN 978-4-09-452174-0